# 教育社会学

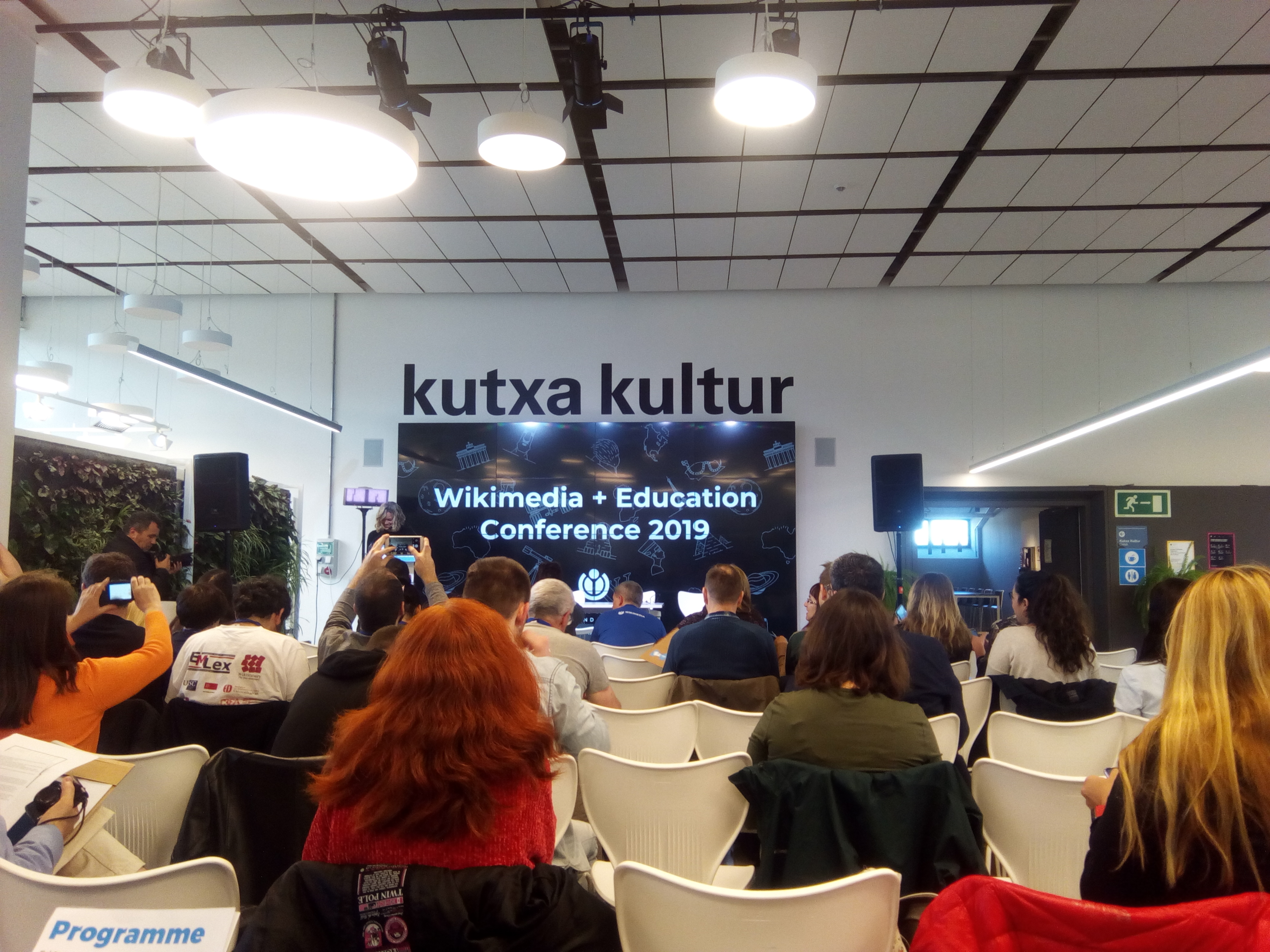
2019年维基媒体+教育大会的时刻

教育社会学是研究公共机构和个人经历如何影响教育及其结果的学科。它主要关注现代工业社会的公立学校教育体系，包括高等教育、继续教育、成人教育和继续教育的扩展。
教育从根本上被视为一种乐观的人类活动，其特点是渴望进步和改善。许多人把它理解为克服障碍、实现更大的平等、获得财富和社会地位的一种手段。教育被认为是一个孩子可以根据他们独特的需求和潜力发展的地方。不仅儿童可以发育，年轻人和老年人也可以发育。人与人之间通过教育的社会互动总是可以进一步发展，无论他们是什么年龄。它也被认为是实现更大社会平等的最佳手段之一。许多人会说，教育的目的应该是发展每个人的全部潜力，并给他们一个机会在他们的自然能力允许的范围内取得尽可能多的成就（精英主义）。很少有人会说，任何教育体系都能完美地实现这一目标。有些人持特别批判的观点，认为教育制度的设计意图是造成不平等的社会再生产。社会学是研究人际关系的学科。

## 基金会
系统的教育社会学始于Émile迪尔凯姆（1858-1917）关于道德教育作为有机团结基础的研究，以及马克斯·韦伯（1864-1920）关于中国文人作为政治控制工具的研究。然而，在第二次世界大战后，这一主题在世界范围内重新引起了人们的兴趣：从美国的技术功能主义，到欧洲的机会平等主义改革，再到经济学中的人力资本理论。这些都意味着，随着工业化的发展，对技术熟练的劳动力的需求削弱了阶级差别和其他分级制度，而教育促进了社会流动性。然而，对许多社会的统计和实地研究表明，个人的社会阶层和成就之间存在持久的联系，并表明教育只能实现有限的社会流动性。社会学研究表明，学校教育模式反映而不是挑战阶级分层、种族歧视和性别歧视。从20世纪60年代末开始，功能主义普遍崩溃，教育作为一种纯粹的善的观念受到了更深刻的挑战。新马克思主义者认为，学校教育只是培养了对后期资本主义阶级关系至关重要的温顺的劳动力。

## 理论观点
教育社会学包含许多理论。下面介绍了一些主要的理论。

### 政治算术
教育社会学中的政治算术传统始于Hogben(1938)，它代表了一种处理社会不平等的政治批判定量研究的传统，特别是那些由社会分层产生的社会不平等（Heath 2000）。这一传统的重要作品有（Glass, 1954） (flood, et al. 1956)和（Halsey, et al. 1980）。所有这些作品都与学校结构与英国社会阶级不平等的关系有关。在这一传统中，最近的工作将其重点扩大到性别，种族差异和国际差异。虽然这一传统的研究人员已经参与了诸如理性选择理论和文化再生产理论等社会学理论，但政治算术传统倾向于对“大理论”持怀疑态度，并且非常关注经验证据和社会政策。政治算术传统受到了20世纪70年代“新教育社会学”的攻击，它拒绝定量研究方法。这预示了教育社会学方法论分裂的时期。然而，政治算术传统虽然植根于定量方法，但越来越多地采用混合方法。

### 结构功能主义
结构功能主义者认为社会倾向于社会平衡和社会秩序。他们把社会看作人体，其中教育等机构就像保持社会/身体健康的重要器官。社会现实具有结构性和差异性，为社会科学提供了研究对象。这解释了为什么个体作为角色现任者，在可观察事件的层面上表现为定期执行特定任务。师生关系是现实主义社会结构观的核心。角色之间的内在联系，不同于扮演角色的个人和他们随意影响的人。教师和学生之间的关系是紧密的内在关系，因为两者都离不开彼此。功能主义者认为教育是社会中更重要的社会制度之一。他们强调教育有助于两种类型的功能：一种是显化功能，即教育的预期和可见功能；潜在的功能，是隐藏的和意想不到的功能。

### 显功能
教育有几个主要的明显的功能。首先是社会化。法国社会学家Émile迪尔凯姆建立了社会学学科，将学校描述为“教会儿童如何与他人相处并为他们成人经济角色做好准备的社会化机构”（迪尔凯姆1898）。社会化包括学习整个社会的规则和规范。学校的作用之一是教会学生遵守法律和尊重权威。教育也是学生向上流动的重要工具。高等教育机构被视为让学生更接近他们的职业生涯的工具，这将帮助他们取得成功。

### 潜在的功能
教育还具有潜在的功能。学校里发生了许多与正规教育无关的事情。教育环境将学生引入可能持续数年的社交网络，并可以帮助人们在完成学业后找到工作。另一个潜在的功能是在小组中与他人合作的能力，这种技能可以转移到工作场所，而在家庭学校的环境中可能学不到。

### 社会化
社会健康等同于社会秩序，当几乎每个人都接受其社会的一般道德价值观时，它就得到了保障。因此，结构功能主义者认为，教育等关键机构的目的是使儿童和青少年社会化。社会化是新一代学习作为有生产力的公民所需要的知识、态度和价值观的过程。教育的主要作用是向后代传授基本知识和技能。虽然这一目标是在正式课程中提出的，但它主要是通过隐藏课程来实现的，是一种更微妙，但仍然强大的，对更广泛社会的规范和价值观的灌输。学生学习这些价值观是因为他们在学校的行为受到规范（迪尔凯姆），直到他们逐渐内化并接受这些价值观。
此外，教育是传递核心价值观的重要工具。教育的核心价值反映了最初推动教育的经济和政治制度。通过教育系统传递的最重要的核心价值之一是个人主义，即独立和自力更生的原则。从很小的时候，孩子们就知道社会会寻找并表扬最好的人。与个人主义相关，自尊也通过教育课程得到发展。自尊是一种对自己的决定有信心的能力，因此，拥有个人主义可以促进自尊的增长，而自尊是没有个人主义就无法产生的。例如，与日本学生相比，日本的课程侧重于社会尊重（侧重于为群体带来荣誉）而不是自尊。

### 在社会中扮演角色
教育还必须发挥另一种作用：当各种职位空缺时，必须用合适的人来填补。因此，教育的另一个目的是对个人进行分类和排序，以便在劳动力市场上安置[Munro， 1997]。那些成绩优异的人将接受培训，担任最重要的工作，并获得最高的收入作为奖励。那些成就最少的人，将被分配要求最少的工作（至少是智力上的，如果不是体力上的），因此收入也最少。
然而，根据Sennet和Cobb的说法，“相信只有能力才能决定谁会得到奖励是被欺骗了”。梅根对此表示赞同，她指出，大量来自工薪阶层背景的有能力的学生未能在学校达到令人满意的标准，因此未能获得应有的地位。雅各布认为，这是因为学校提供的中产阶级文化体验可能与工人阶级儿童在家中获得的体验相反。换句话说，工人阶级的孩子没有为应付学校做好充分的准备。因此，他们被“冷落”，从学校获得最低的资格，因此他们得到最不理想的工作，因此仍然是工人阶级。萨金特证实了这个循环，他认为学校教育支持连续性，而连续性反过来又支持社会秩序。格拉斯，D. V.（1954）《英国的社会流动性》，伦敦：劳特利奇和基根·保罗。 塔尔科特·帕森斯（Talcott Parsons）认为，这一过程，即一些学生被认定为教育失败的过程，“是社会系统的一部分，即教育，为整体执行的必要活动”。然而，结构功能主义的观点认为，这种社会秩序，这种连续性，是大多数人所渴望的。这是社会学中最重要的事情之一。

### 教育与社会再生产
冲突理论的视角与结构功能主义的视角相反，认为社会中充满了具有不同愿望、获得不同生活机会和获得不同社会回报的相互竞争的社会群体。 冲突理论认为教育的目的是维持社会不平等的一种方式，是维护统治社会的人的权力的一种方式。在这种观点中，社会关系主要建立在剥削、压迫、统治和从属的基础上。许多老师认为学生在家里会有特殊的中产阶级经历，但对一些孩子来说，这种假设不一定是正确的。有些孩子放学后要帮助父母，在他们通常是单亲家庭中承担相当大的家务责任。这种家务劳动的要求往往使他们很难找到时间做所有的家庭作业，从而影响了他们的学习成绩。
当老师们软化了常规学习的形式，并将学生喜欢的学习方法融入到课程中时，他们注意到某些学生表现出了他们以前没有意识到的优势。然而，很少有教师偏离传统课程，课程传达的是由国家和当权者决定的知识构成[Young在]。这些知识对许多学生来说并不是很有意义，他们认为这些知识毫无意义。 Wilson & Wyn指出，学生们意识到，他们正在学习的科目与他们在劳动力市场上的预期未来之间几乎没有直接联系。这些孩子所表现出的反学校价值观往往来源于他们对自己真正利益的意识。萨金特认为，对于工人阶级的学生来说，努力取得成功并吸收学校的中产阶级价值观，是在接受他们低下的社会地位，就像他们决心要失败一样。菲茨杰拉德说：“无论他们的学术能力或学习欲望如何，来自贫困家庭的学生获得成功的机会相对较小。”另一方面，对于中产阶级，特别是上层阶级的孩子来说，保持他们在社会上的优越地位不需要什么努力。联邦政府资助“独立的”私立学校，使富人能够通过付费获得“良好的教育”。有了这种“良好的教育”，富人家的孩子表现得更好，成就更高，获得更多的奖励。通过这种方式，精英阶层的特权和财富得以持续存在。
冲突理论家认为，这种社会再生产会继续发生，因为整个教育系统都被主导群体提供的意识形态所覆盖。实际上，他们延续了一个神话，即所有人都可以接受教育，以提供获得财富和地位的手段。根据神话，任何未能实现这一目标的人都只能怪自己。赖特对此表示赞同，他说：“这个神话的影响是……阻止他们看到他们的个人问题是主要社会问题的一部分。”这种口是心非的做法是如此成功，以至于许多父母多年来一直忍受着糟糕的工作，他们相信这种牺牲将使他们的孩子在生活中获得他们自己没有的机会。冲突理论家认为，教育系统通过将下层阶级钝化成顺从的工人来维持现状。这些穷人和弱势群体是社会信任骗局的受害者。他们被鼓励相信学校教育的主要目标是加强平等，而实际上，学校反映了社会意图维持以前的地位和权力的不平等分配[Fitzgerald，引自]。
冲突理论家指出了几个关键因素来捍卫他们的立场。首先，冲突理论家着眼于财产税。通常，富裕地区有更多的钱，所以他们有能力支付给教师更高的工资，购买新技术，吸引更好的教师。这些地区的学生通常是白人，这意味着美国大多数少数族裔学生没有获得任何这些优势，也不太可能上大学。这与冲突理论家的观点有关，即教育系统只是维持现状的延续者。
此外，包括鲍尔斯和金蒂斯在内的冲突理论家认为，学校直接再现了资本主义经济中根深蒂固的社会和经济不平等。他们认为，这种冲突在学生的经济结构更大、分层程度更高的教室里上演。无论当前的社会学领袖是否同意鲍尔斯和金蒂斯的观点，不可否认的是，他们都是以这些观点为指导的。
这种观点被批评为确定性和悲观，而有一些证据表明弱势学生之间存在社会流动性。
然而，应该认识到，它是一个模型，是现实的一个方面，是整个图景的重要组成部分。

### 布迪厄和文化资本
皮埃尔·布迪厄（Pierre Bourdieu）对这种社会再生产理论进行了重要的理论化，他旨在分析教育中的社会阶级不平等。
然而，作为一个社会理论家，布迪厄一直关注客观与主观的二分法，或者换句话说，结构与代理之间的二分法。因此，布迪厄围绕习惯、场域和文化资本等重要概念构建了他的理论框架。这些概念是基于客观结构决定个人的机会，通过习惯机制，个人内化这些结构。然而，习惯的形成也受到诸如个人在各个领域的地位、家庭和日常经历等因素的影响。因此，一个人的阶级地位并不能决定一个人的生活机会，尽管它与其他因素一起发挥了重要作用。
布迪厄使用文化资本的概念来探讨法国教育体系中不同阶层学生的结果差异。他探索了知识和经验的保守再生产和创新生产之间的紧张关系。他发现，考虑到哪些特定的过去和现在的文化应该在学校中得到保护和复制，这种紧张关系就会加剧。布迪厄认为，这是主导群体的文化，因此他们的文化资本体现在学校中，这导致了社会再生产。
詹姆斯·科尔曼也非常关注社会再生产和不平等的主题。科尔曼启发了许多当今教育社会学的领导者，但他的工作也导致了对经验主义的高度关注。
优势群体的文化资本，以实践和与文化的关系的形式，被学派认为是自然的和唯一适当的文化资本类型，因此是合法的。它要求“所有学生都应该拥有它所没有给予的东西”[Bourdieu]。这种合法的文化资本允许拥有它的学生以资格的形式获得教育资本。那些下层阶级的学生因此处于不利地位。为了获得资格，他们必须通过交换自己的（通常是工人阶级的）文化资本来获得合法的文化资本。由于下层学生的阶级风气，这种交流并不是直截了当的。阶级精神被描述为对学校和文化的特定倾向和主观期望。这在某种程度上是由那个阶层的客观机会决定的。这意味着孩子们在学校里很难成功，因为他们必须学习一种新的“存在”方式，或与世界联系的方式，特别是一种与语言联系和使用的新方式，而且他们还必须违背自己的本能和期望。受学校客观结构影响的主观期望，通过鼓励弱势学生将自己从系统中剔除，从而使社会再生产永续下去，因此，当一个人在系统的各个层次上旅行时，发现的人越来越少。社会再生产的过程既不完美也不完整，但仍然只有少数弱势学生获得成功。对于大多数在学校取得成功的学生来说，他们不得不将统治阶级的价值观内化，并将其作为自己的价值观，从而损害了他们原有的习惯和文化价值观。
因此，布迪厄的观点揭示了客观结构如何在决定个人在学校的成就方面发挥重要作用，但也允许个人行使其能力来克服这些障碍，尽管这种选择并非没有惩罚。

### 身份
Fuller（2009）借鉴布迪厄的观点，通过考虑年轻人如何塑造他们的教育身份，以及这种身份通常是如何通过等级、环境和性别期望等信息反映在他们身上的，从而增加了对结构和代理的理论理解。社会位置被认为是重要的，但它的作用是复杂的。她的工作考虑了理解个人在学术话语中识别方式的重要性，这种话语通常将年轻人一分为二；那些成功的和那些失败的。了解自我效能感、自信和弹性等领域在塑造教育身份方面的重要性，以及随后的教育成就和抱负，是她最近工作的核心。

## 著名的教育社会学家
- Émile Durkheim
- Randall Collins（英语：Randall_Collins）
- Jim Coleman（英语：James_Samuel_Coleman）
- John W. Meyer（英语：John_W._Meyer）
- Raymond Boudon（英语：Raymond_Boudon）
- Pierre Bourdieu
- Basil Bernstein（英语：Raymond_Boudon）
- Stephen Ball
- Becky Francis（英语：Becky_Francis）
- Tony Sewell（英语：Tony_Sewell）
- Claire Maxwell（英语：Claire_Maxwell_(sociologist)）

## 另请参阅
- 教育技术